# هلگورد
هلگورد (کردی: Helgurd، ھەڵگورد) دومین کوه بلند و مرتفع کشور عراق پس از شیخا دار است. این کوه در شمال استان اربیل و ناحیه کردستان عراق جای دارد. ارتفاع و بلندای آن ۳۶۰۷ متر است.